# فلسفة الثورة (كتاب)
فلسفة الثورة كتاب يحمل أفكار الرئيس جمال عبد الناصر، وهي احداث ثورة الثالث والعشرين من يوليوا؛ وهي اهم احداث التاريخ المصري المُعاصر، وتعتبر اهم المراحل المفصلية التي غيرت وجهة المنطقة العربية في القرن العشرين، وتكم خصوصية هذا الكتاب، إنه من احد القادة الرئيسيين لهذه الثورة، يرسم في هذا الكتاب صورة واضحة لإسباب الثورة وجذورها والقرارات التي اتخذتها وفلسفتها العامة، والتي من وجه نظره تحدد مسار الوجه الجديد للبلاد.

### أهم الأفكار والنقاط الرئيسية لكتاب فلسفة الثورة:
1. أسباب الثورة: استعرض عبد الناصر مظاهر الفساد والاستبداد في النظام الملكي قبل 1952، وتدهور الحالة الاجتماعية والاقتصادية في مصر، وتآكل القيم الوطنية بفعل الاستعمار.
2. الأدوار الثلاثة لمصر: تناول الكتاب رؤية ناصر لمصر كدولة محورية في الدوائر الثلاث: الدائرة العربية، الدائرة الأفريقية، والدائرة الإسلامية، باعتبارها مركزًا للثورة والتحرر والاستقلال.
3. الوحدة والتضامن: ركز عبد الناصر على أهمية الوحدة العربية، وتحرير البلدان العربية والأفريقية من الاستعمار، ودور مصر القيادي في هذا الإطار.
4. الاشتراكية والتنمية: تطرق إلى ضرورة بناء نظام اقتصادي قائم على العدالة الاجتماعية، ودور الدولة في تحقيق التنمية وتحسين حياة الشعب.

حيث يعد الكتاب وثيقة سياسية وفكرية تعكس الطموحات الثورية لحقبة الخمسينيات في مصر، ويقدم تصور عبد الناصر لدور مصر في تحقيق العدالة الاجتماعية والوحدة العربية، بالإضافة إلى رؤيته للسياسات التي يجب اتباعها لتحقيق هذا التغيير.
حسب ما صرح جمال عبد الناصر عن تعريفه للكتاب: قال انها فقط عبارة عن خواطر تساعدنا على اسباب اكتشاف عدم تحقيق الثورة، لكل اهدافها ونقاط الضعف التي كان من الواجب معالجتها في سبيل التخلص من الفساد، وأيضاً من اجل تحقيق قفزة حقيقية بالمنطقة قام بتحريرها وصياغتها الأستاذ محمد حسنين هيكل وصدر عام 1954م.

## الوصف
الكتاب من القطع الكبير، ضمن 111 صفحة ويتكون من ثلاثة أجزاء:
- ليست فلسفة.
- العمل الإيجابي.
- بعد غيبة ثلاثة شهور.

الكتاب عبارة عن خواطر، جاء في مقدمة الكتاب (ولكنها ليست لشرح أهداف ثورة 23 يوليو 1952 وحوادثها، وإنما دورية استكشاف لنفوسنا لنعرف من نحن وما هو دورنا في تاريخ مصر المتصل الحلقات. واستكشاف الظروف المحيطة بنا في الماضي والحاضر، لنعرف في أي طريق نسير. واستكشاف أهدافنا والطاقة التي يجب أن نحشدها لنحقق هذه الأهداف، واستكشاف الظروف المحيطة بنا، لنعرف إننا لا نعيش في جزيرة يعزلها الماء من جميع الجهات.
- مجرد دورية استكشاف في الميدان الذي نحارب فيه، معركتنا الكبرى من أجل تحرير الوطن من كل الاعيان والغرباء.
- يمثل الكتاب رؤية الرئيس عبد الناصر حول أسباب الثورة ودورها المستقبلي لمصر على المستويين المحلي والإقليمي. في هذا البحث، سيتم تناول وتحليل الأفكار الأساسية التي طرحها عبد الناصر في كتابه، وتوضيح السياق التاريخي الذي صدر فيه الكتاب، بالإضافة إلى مناقشة آثاره وتلقيه من قِبَل الأكاديميين والنقاد.

#### السياق التاريخي لكتابة فلسفة الثورة
كتب جمال عبد الناصر كتاب فلسفة الثورة في وقت حساس بعد نجاح حركة الضباط الأحرار والإطاحة بالنظام الملكي ليحل بدل منه نظام جمهوري في مصر. كان الهدف من الثورة هو التخلص من الاستعمار البريطاني وتحقيق الاستقلال الوطني، وكذلك معالجة الفساد السياسي والاجتماعي الذي كان سائدًا في البلاد. كان عبد الناصر يسعى من خلال هذا الكتاب إلى تقديم تفسير فكري للثورة وأسبابها وتبرير السياسات التي تبنتها الحكومة الجديدة.
في بداية الخمسينيات، كانت مصر تشهد حالة من التوتر الاجتماعي والسياسي، إذ سيطرت طبقة الإقطاعيين على معظم الأراضي الزراعية، وتفاقمت أزمة البطالة والفقر، ومع ازدياد المطالب الشعبية بالإصلاح الاجتماعي والاقتصادي، جاءت ثورة يوليو كاستجابة لتلك التحديات. يرى عبد الناصر أن الثورة لم تكن مجرد حدث عابر، بل كانت حركة تجديد شاملة تهدف إلى تغيير هيكل المجتمع المصري ومكانته على الساحة الدولية.
الأفكار الرئيسية في كتاب فلسفة الثورة ينقسم الكتاب إلى عدة أقسام رئيسية تتناول رؤية عبد الناصر حول الدور المستقبلي لمصر:
1. أسباب الثورة:
  - يتناول عبد الناصر في هذا الجزء الأسباب الأساسية لاندلاع الثورة، مركزًا على الفساد السياسي والاقتصادي الذي كان يهيمن على النظام الملكي. يشير إلى أن ثورة يوليو جاءت كمحاولة لإعادة بناء مصر على أسس جديدة تتبنى العدالة الاجتماعية والتنمية الاقتصادية.
  - يؤكد عبد الناصر أن مصر كانت بحاجة إلى قيادة وطنية جديدة تتبنى طموحات الشعب وتعمل على تحقيق تطلعاته في الحرية والاستقلال .
2. مستقبل مصر بعد الثورة:
  - يناقش عبد الناصر في الكتاب الدور المستقبلي لمصر في محيطها الإقليمي، ويطرح رؤيته حول ثلاث دوائر رئيسية: الدائرة العربية، الدائرة الأفريقية، والدائرة الإسلامية. يعتبر أن مصر بحكم موقعها الجغرافي والتاريخي لها مسؤولية كبيرة في قيادة العالم العربي، وأنها يجب أن تلعب دورًا رئيسيًا في التحرر من الاستعمار ودعم حركات التحرر الوطني في أفريقيا وآسيا .
  - يرى من خلال هذه الخاطرة يجب أن تكون هدفًا أساسيًا لمصر، وذلك من خلال تعزيز العلاقات السياسية والاقتصادية والثقافية مع الدول العربية، لمواجهة التحديات المشتركة مثل الاستعمار والصهيونية .
3. التغيير الاجتماعي:
  - يبرز في الكتاب التأكيد على أهمية إصلاح النظام الاجتماعي والاقتصادي في مصر. يشير عبد الناصر إلى أن الثورة جاءت لتصحيح الأوضاع الاقتصادية والاجتماعية من خلال إصلاحات مثل إعادة توزيع الأراضي الزراعية وتوسيع فرص التعليم والعمل، لتشمل فئات أكبر من الشعب المصري.
  - يعتبر عبد الناصر أن التنمية الاقتصادية تعتمد على التصنيع وتطوير البنية التحتية، ويرى أن العدالة الاجتماعية هي أحد الأهداف الرئيسية للثورة، حيث يجب أن يستفيد الشعب كله من ثمار التنمية .

#### فكرة الدوائر الثلاث في السياسة الخارجية المصرية
يُعد مفهوم الدوائر الثلاث أحد الأفكار المحورية في "فلسفة الثورة". يرى عبد الناصر أن لمصر ثلاثة أبعاد رئيسية يجب التركيز عليها:
- الدائرة العربية: ترتبط بعلاقات مصر بالدول العربية وتبني وحدة عربية تقوم على التضامن والتعاون في مواجهة التحديات المشتركة مثل الاستعمار والصهيونية.
- الدائرة الأفريقية: تُظهر التزام مصر بدعم حركات التحرر الوطني في أفريقيا، ومشاركتها في بناء مجتمع أفريقي متحرر من السيطرة الاستعمارية.
- الدائرة الإسلامية: ترتبط بالعلاقات الثقافية والتاريخية مع دول العالم الإسلامي، حيث يعتبر عبد الناصر أن مصر يجب أن تلعب دورًا مهمًا في تعزيز التعاون الإسلامي، ودعم الشعوب المسلمة في نضالها من أجل الاستقلال .

#### أثر الكتاب على الجمهور العربي بشكل عام والمصري بشكل خاص
تلقى الكتاب اهتمامًا واسعًا في مصر والعالم العربي. اعتبره الكثيرون نصًا تأسيسيًا يعبر عن الأيديولوجية الناصرية وموقف عبد الناصر من قضايا الاستقلال والتحرر. كما استخدم الكتاب كمرجع أساسي في صياغة السياسات العامة، سواء في المجال الاقتصادي أو الاجتماعي أو السياسي حتى العسكري، فهوا شمل مختلف المجالات.
- النقد والتقييم: أثنى بعض النقاد والكتاب على رؤية عبد الناصر الواضحة للدور المصري في المنطقة، واعتبروها نموذجًا للتحرر الوطني والاستقلال. وهناك ايضاً من انتقده خصوصا في غياب خطة تفصيلية لتحقيق الأهداف التي وضعها، معتبرين أن الكتاب يعكس إيمانًا كبيرًا بالقدرة على تحقيق الوحدة العربية والعدالة الاجتماعية في وقت قصير. يعتبر البعض أن فلسفة الثورة كانت محاولة من لتبرير السياسات التي اتبعها نظامه بعد الثورة، مثل الإصلاح الزراعي وتأميم الشركات الكبرى. بينما الاغلبية الكبرى يروا أنه كان نصًا تنظيريًا يهدف إلى حشد الدعم الشعبي حول أفكار القيادة الجديدة.

جمال عبد الناصر وفرصة الحج من خلال الدوائر الثلاث:
لا نفهم ماذا يقصد عبد الناصر من خلال تطرقه لفرصة الحج الآ من خلال فهمنا للدوائر الثلاث وخصوصاً الثورة المزدوجة، يحاول عبد الناصر أن يعطينا من خلال حديثه عن الدوائر قائلاً فعند حديثه عن الدائرة العربية: ويقصد فيها الطاقة والقوة. والقوة هنا تأتي بالترابط المشترك سواء بالأرقام او الفهم لأن قضيتنا واحدة وعدونا واحد وهي الرأسمالية، وحاول عبد الناصر التركيز على شيء مهم جداً نمتلكه هو النفط الذي يحتاجه كل دول العالم، وهذا هي السبب الرئيس في الاهتمام في العالم العربي بشكل خاص والتغلغل فيه، ولكن بالأسف أصبحنا تابع لا محال انجرينا وراء الرأسمالية دون صحوة، وعند الانتقال إلى الدائرة الثانية وهي القارة الافريقية وتطرق لها في كتابه لأن مصر هي بوابة افريقيا قلت دون استضافة ودون إسهاب: "اننا لن نستطيع بحال من الأحوال حتى لو أردنا أن نقف بمعزل عن الصراع الدمي المخيف الذي يدور اليوم في أعماق افريقيا بين خمسة ملايين من البيض ومائتي مليون من الأفريقيين". يحاول القول هنا أن ما تعرض له الشعب الافريقي من الاستبداد هو ما حصل مع الشعب العربي الفلسطيني بشكل خاص من نفس المستَعمر، وعلى مختلف النواحي الحياتية ولا ننسى النيل وهو شريان الحياة في القارة وهذا ايضاً تداوله في هذه الدائرة. " ولسوف تظل شعوب القارة تطلع إلينا، نحن الذي نحرس الباب الشمالي للقارة، والذي نعتبر صلته بالعالم الخارجي كله". [1]
وهنا يمكن ربطه في فانون (معذبو الأرض)، عندما تحدث عن النزعات الإنسانية، وتخفق الانسانية(مغامرة ورحية)، من خلال اللهجة الجديدة افريقي. "أيها السكان الأصليون في جميع البلاد اتحدوا ". والمنادى بالاشتراكية وهي أقرب إلى عبد الناصر الاشتراكية الناصرية الثورية، والثقافة الحقيقية هي الثورة ( الثورة حتى النصر).[2]
ويظهر عبد الناصر حبه لهذه القارة قائلاً: "ولسوف أظل أحلم باليوم الذي أجد فيه القاهرة مَعهداً ضخماً لأفريقيا، يسعى لكشف نواحي القارة أمام اعيننا ويخلق في عقولنا وعياً افريقياً مُستنيراً، يشارك مع كل العاملين من كل أنحاء الأرض على تقدم شعوب القارة ورفاهيته". كل ما تم الحديث عنه مربوط في فرصة الحج في منظور عبد الناصر

## "عبد الناصر وفرصة الحج من خلال الدوائر الثلاث في كتاب فلسفة الثورة"
ماذا يقصد عبد الناصر عندما قال( الحج هي فرصة ): نحاول فهمها بشكل أعمق من خلال الدوائر الثلاث في كتاب فلسفة الثورة.[3]
نحن نعلم أن عبد الناصر آد فريضة الحج، يقول لقد وقفت أمام الكعبة وأحسست بخواطري تطوف بكل ناحية من العالم ووصل إليها الإسلام، ثم وجدتني أقول لنفسي: " يجب أن تتغير نظرتنا للحج، لا يجب الذهاب إلى الكعبة تذكرة لدخول الجنة بعد عمر مديد، أو محاولة ساذجة لشراء الغفران بعد حياة حافلة".[4] من هنا أصبح الكثير من الاشخاص يعتبرونه علماني اخرجوه من الدين؛ تم تكفيره من قبل بعض الاحزاب، كثيرون من الاشخاص أخذوا فقط ما يردون ولقد تغافلوا الحروب التي خاضها والمشروع التحرري القائم عليه.
ما نحاول فهمه لجمال عبد الناصر عندما اعتبر الحجة فرصة يجتمع بها الجميع؛ والعديد من الرؤساء والقادة وكل طبقات المجتمع، أنه يحاول يقول أن الحج ليست فريضة فقط على الأنسان أن يؤديها ولكن يمكن استغلالها في امور اخرى مثل كيف نبين للعالم ما هي المساوة التي يتحدث عنها عبد الناصر في طريقة اللباس، على الرغم من وجود العديد من الطبقات والتي تُزال من خلال هذا(الموسم)؛ إن صح التعبير. هو ليس هدفه بالهزؤ بالدين الإسلامي ولكن كان قائم على فكرة التوحد من خلال هذا المكان الخروج في افكار مشتركة، أبراز الهوية العربية، من خلال هذه الفرصة يمكن فهم الاشتراكية الناصرية ولا ننسى أن عبد الناصر من أنجح الامثال العربية في موضوع الاشتراكية التي تحدث عنها ماركس، حتى لو لم تكن اشتراكية كاملة؛ ولكن أقرب لها من خلال إعادة توزيع الأراضي على الفلاحين من جديد.

### الالتزام بالقوة العربية هي الالتزام معذبو الأرض، الشعب الذي عاش في تقسيم استعماري ويوجد ترابط روحي اخلاقي وهي الوقوف بوجه الاستعمار هي بحد ذاتها مقامة ووحدة ليس مهم إذ كانت دول او شعوب ولكن الذين يذهبون إلى الحج بكثرة هم دول العالم الثالث( نحنْ)، وبالتالي لا بد من الخروج في شيء مشترك هدفه التحرر والثورة.

#### وذلك يمكن أن يحصل من خلال الدائرة الثالثة وهي الدائرة الإسلامية: ترابط روحي  وتوصيف الحج: هي فرصة لمعذبون الأرض، الاجتماع في مكان واحد يرتدون نفس اللباس وهذا نوع من المساواة وحتى يشعروا بالثورة الاجتماعية والتي تحتاج إلى تفكير وكنفاني يقول أن الثورة الاجتماعية هي الاساس هي الاهم وربما تكون أهم من الثورة الملموسة(السياسية)، لأن الثورة الاجتماعية هدفها تغير جذري للسلطة، والفكرة هنا هي بناء هوية وهي الاساس. كل هذا يحتاج إلى حكاية وعبد الناصر جزء من هذه الحكاية ولكن يبقى السؤال هل هي هوية مصرية او عربية؟

##### ويقول عبد الناصر من خلال الدائرة الثالثة( الدائرة الإسلامية)، "يجتمعون خاشعين .. ولكن أقوياء؛ متجردين من المطامع لكن عاملين مستضعفين لله ... ولكن اشداء على مشاكلهم وأعدائهم، حالمين بحياة جديدة مؤمنين بأن لهم مكان تحت الشمس، يتعين عليهم احتلاله في هذه الحياة".

###### [5] هذه هي الارادة التي حاول إيضاحها عبد الناصر هي العزيمة والقوة ليس الخوف، ويرد توصيل لنا أن الامة المتوحدة من الصعب اخضاعها والسيطرة عليها، من خلال تلك الامور يتم تحقيق السيادة والكرامة والأمل؛ لهم معنى داخل قالب الاستقلال بالتحرر من الامبريالية الرجعية.
عبد الناصر خلال حديثه وما تطرق له بقوله أن الحج ليس فقط ورقة لتوصلك الجنة يجب استغلاله في امور أخرى، مثلاً نحن فهمنا بالبداية أن جمال عبد الناصر كان يسعى دوماً لتعزيز فكرة الهوية وكان ناجح إلى حد ما في مفهوم ما تسمى الاشتراكية وبعض المؤرخين أطلقوا عليها( الاشتراكية الناصرية)، وهي تعني المساواة اعادة تقسيم الارض الغاء الفساد، وهو سبب عودته إلى مصر وتشكيل ما يسمى بحزب الطباط الاحرار، والهدف منها إعطاء الشعب حقه، وهذا سر حب الشعب لديه وكان رمزية ديناميكي، ومن خلال فرصة الحج والحديث عن الحج ليوضح للشعب العربي عامة والشعب المصري خاصة كيف يمكن استغلاله من خلال الخروج في افكار بسبب وجود الكثير من الشخصيات المتنوعة فيه يقول الحج عبارة عن مؤتمر سياساً دورياً يجتمع فيه كل قادة الدول الإسلامية، ورجال الرأي فيها، وعالميها في كل أنحاء المعرفة، وكتّابها، وملوك الصناعة والتجارة فيها، وشبابها؛ ليضعوا في هذا البرلمان الإسلامي العالمي خطوطا عريضة لسياسة بلادهم وتعاونها معاً، حتى يحين موعد اجتماعهم من جديد معاً".
لو نظرنا حول فكرة عبد الناصر بالأساس، لفهمنا أن حديثه هنا عن الحرية وعن الابداع والتفكير في مشروع تحرري بحت، القوة تجمع هؤلاء البسطاء الفقراء ويجعلهم يتغلبون على الرأسمالية التعسفية، وهي فرصة للتسامح ولكي يشعر الشعب نفسه فعلاً هو داخل المنظومة ويمارس الحرية والمساواة من إزالة طبقات المجتمع وما شابه التي هي نتاج الحداثة.
ولكن الحج اليوم لا يتعلق بصلة ما تم الحديث عنه عبد الناصر خلال كتابته فلسفة الثورة، أصبح الحج مظاهر كل من يملك هو فقط الذي بأماكنه الحج، وأصبح من يدفع أكثر هو أقرب الى الكعبة ويقوم بالمناسك أسرع. مشروع معقد لا نطيل الحديث عنه لأنه مختلف تماماً مع المشروع الناصري.
الخاتمة:
جمال عبد الناصر كان يسعى إلى إعادة صياغة هوية مصر ودورها على المستوى المحلي والدولي. يُعبر الكتاب عن طموحات عبد الناصر في تحقيق الوحدة العربية والتعاون الأفريقي الإسلامي، وفي بناء دولة مصرية حديثة تعتمد على العدالة الاجتماعية والتنمية الاقتصادية.
وكيف يمكن استغلال رمزية الحج هي فرصة من دخول هذا الفضاء، ولكن اليوم صعب بسبب وجود السلطة السياسية؛ لانهم حاولوا السيطرة على هذا الفضاء والتي تبين الرأسمالية فيها، والحج أصبح سلطة وقت بقية الأشياء.
والصراع بالوطن العربي أصبح بين الرجعية والقويمة العربية.
جمال، عبد الناصر، فلسفة الثورة، بيت العرب للتوثيق العصري، 1996،ص112.[1]
فرانز، فانون، معذبوا الأرض، ترجمة: سامي الدروبي وجمال اتاسي، فرنسا: دار مسبيروا، 1961، ص5. [2]
المصدر السابق: فلسفة الثورة، ص113.[3]
المصدر السابق: فلسة الثورة، ص113.[4]
المصدر السابق: فلسفة الثورة، ص113.[5]